# Косовець Олександр Олександрович
Олександр Олександрович Косовець (20 липня 1951, с. Вишеньки, Бориспільського району Київської області) – багатолітній директор Центральної геофізичної обсерваторії імені Бориса Срезневського (займав посаду понад 30 років - 1988 – 2020 рр.), почесний працівник гідрометслужби України (1999), член колегії Держкомгідромету України (1992—2000), голова робочої групи з моніторингу забруднення природного середовища Міждержавної ради з гідрометеорології країн СНД (1992—2014), член Вченої Ради Українського географічного товариства (з 2000 р.). 

## Біографія
Народився 20 липня 1951 року у с. Вишеньки у родині колгоспників. З 1958 по 1968 р. навчався у Вишенській середній школі, після закінчення якої вступив до Київського державного університету ім. Т.Г. Шевченка на кафедру гідрології суші географічного факультету.
Закінчивши у 1973 р. з відзнакою географічний факультет Київського державного університету ім. Т.Г. Шевченка, Олександр Олександрович, розпочав професійну діяльність старшим інженером проблемної науково-дослідної гідрохімічної лабораторії географічного факультету Київського університету, де пропрацював рік, а згодом був переведений на посаду молодшого наукового співробітника.
У 1976 р. обраний за конкурсом асистентом кафедри гідрології та гідрохімії. Він проводив практичні заняття з гідрології річок та гідрологічних прогнозів, читав курс "Озерознавство". 
У травні 1977 р. відгукнувся на пропозицію тодішнього завідувача кафедри гідрології та гідрохімії В.І. Пелешенка очолити спеціалізовану болотну станцію Баришівка і керував нею до серпня 1981 р.
Під його керівництвом у 1978 р. станцію нагородили перехідним Червоним Прапором Гідрометслужби УРСР, а у 1979 р. вона була представлена в павільйоні «Гідрометслужба» ВДНГ УРСР й нагороджена дипломом III ступеня.
Молодого начальника спеціалізованої станції керівництво гідрометслужби помітило, і з серпня 1981 р. по грудень 1985 р. він працює у м. Києві заступником начальника відділу вивчення забруднення природного середовища Українського управління гідрометслужби, а потім до жовтня 1988 року його начальником.
Одночасно, з 17 листопада по 1 грудня 1986 р., очолював оперативну групу гідрометслужби, яка забезпечувала роботу метеостанції Чорнобиль, що працювала з травня вахтовим методом.
У той час відділ під керівництвом Олександра Олександровича доклав багато зусиль для організації нових лабораторій у Київському центрі контролю забруднення природного середовища, який з 1 липня 1986 р. отримав нову назву — Український центр радіаційного контролю та вивчення забруднення природного середовища (УкрЦРКЗПС).
1 жовтня 1988 р. у результаті об’єднання УкрЦРКЗПС і режимних відділів Гідрометцентру, які перебували у складі колишньої Української гідрометеорологічної обсерваторії, в системі гідрометслужби України з’явилась нова методично-спостережна організація — Український центр радіаційних і гідрометеорологічних спостережень, яку з 23 жовтня 1988 р. очолив Олександр Олександрович. У 1989 р. до структури організації ввели бухгалтерію та інженера по кадрах, тому це було основою для формування повноцінної організації на самостійному фінансовому балансі, які були підпорядковані гідрометеостанції Київщини.
У 1992 р. Олександр Олександрович Косовець був призначений членом колегії новоствореного Держкомгідромету України і перебував у її складі до ліквідації Комітету у 1999 р.
Ініціатива Олександра Олександровича щодо перейменування Центру в Центральну геофізичну обсерваторію (ЦГО) була реалізована у 1996 р. З травня 1996р. обсерваторія отримала сучасну назву, яка дозволила прокласти місток із середини XIX століття в кінець XX. Назва «Центральна геофізична обсерваторія» вписана в Закон «Про гідрометеорологічну діяльність», який було прийнято Верховною Радою України в лютому 1999 року.
У березні 2000 року йому присвоєно звання «Почесний працівник гідрометслужби України».
У листопаді 2001 р. він вніс на звітних профспілкових зборах обсерваторії пропозицію про встановлення професійного свята — Дня працівників гідрометслужби. 
11 березня 2003 р. президент України Л.Д. Кучма підписав Указ № 208/2003 «Про День працівників гідрометеорологічної служби», яким було установлено в Україні професійне свято — День працівників гідрометеорологічної служби, яке відтоді щорічно відзначається 19 листопада. Таке свято на державному рівні було встановлено вперше у світі. 
З 2000 р. п'ять разів поспіль обирався членом вченої ради Українського географічного товариства. За його пропозицією, з’їзд Українського географічного товариства, який відбувся у травні 2016 р. у Вінниці підтримав його ідею про встановлення державного свята – Дня географа в останню суботу березня, яка на жаль, досі ще не реалізована.
З 2001 по 2015 р. був головою Державної екзаменаційної комісії зі спеціальності «Прикладна екологія», у Київському геологорозвідувальному технікумі (нині — коледж).
Займався науково-просвітницькою роботою з природоохоронної тематики та моніторингу довкілля, є співавтором монографій (Вишневського В.І. та Косовця О.О "Гідрометеорологічні характеристики річок України", а також "Екологічний атлас Києва"), десятків наукових статей і публікацій, через засоби масової інформації активно популяризував діяльність гідрометслужби України.
За ініціативою Олександра Олександровича у 2005 р. відновлено видання «Праць Центральної геофізичної обсерваторії», яке з невідомих причин припинилось у середині 1970-х років.
З 1992 по 2014 р. очолював Робочу групу з моніторингу Міждержавної ради з гідрометеорології (МРГ) країн СНД. 
До 165-річчя ЦГО оркестр МНС України записує «Пісню гідрометеорологів», що є неофіційним гімном працівників гідрометслужби, слова якого написав Олександр Олександрович.
З ініціативи Олександра Олексанровича, з вересня 2010 р. перший канал українського радіо розпочинав ранкове мовлення з інформації про щоденні мінімуми і максимуми температуру у Києві за даними спостережень обсерваторії з 1881 р.  На жаль, нове керівництво суспільного радіо зняло цю інформацію з ефіру.
Перебуваючи на пенсії ініціював публікацію в 2021 році в газеті "Урядовий кур'єр" серію із 13 статей, присвячених 100 річчю гідрометеорологічної служби України.
19 лютого 2021 року став першим переможцем літературної гри на суспільному радіо "Чорним по білому", який без обдумувань відповів на всі три питання.
У лютому 2021 року прийнятий до членів Національної спілки журналістів України.

## Нагороди та відзнаки
- 1979 р. – Диплом ІІ ступеня ВДНГ УРСР
- 1986 р. – Бронзова медаль ВДНГ СРСР
- 1991 р. – Диплом ІІ ступеня ВДНГ УРСР
- 1997 р. – Почесна грамота Міжнародної Ради по гідрометеорології країн СНД за досягнення у роботі
- 1999 р. – Почесна грамота Держгідромету
- 2000 р. – Подяка Київської державної адміністрації
- 2000 р. – Почесний працівник гідрометслужби України з врученням нагрудного знаку Гідрометкому України
- 2002 р. – Грамота Виконавчого комітету СНД за досягнення у роботі
- 2003 р. – Почесна грамота Кабінету Міністрів України
- 2004 р. – Диплом учасника загальноукраїнського проекту «Екологія і природні багатства України»
- 2005 р. – Почесна грамота Міністерства охорони навколишнього середовища України
- 2006 р. – Почесна грамота МНС України За значний колективний внесок у зміцнення наукового потенціалу України, розвиток прикладної гідрометеорології та з нагоди 150-річчя заснування
- 2006 р. – Подяка Голосіївської районної державної адміністрації міста Києва
- 2006 р. – Грамота Українського гідрометеорологічного центру
- 2007 р. – Подяка Голови Виконавчого комітету – виконавчого секретаря СНД
- 2008 р. – Почесна грамота Держгідромету
- 2010 р. – Почесний знак Федерації профспілок України
- 2010 р. – Почесна відзнака Міністерства надзвичайних ситуацій України
- 2010 р. – Почесна грамота Державної геологічної служби
- 2011 р. – Почесна грамота Всеукраїнської екологічної ліги
- 2011 р. – Відомча відзнака «медаль В.І. Лучинського» Державної служби геології та надр України
- 2011 р. – Медаль за сприяння збройним силам України Міністерства оборони України
- 2012 р. – Грамота географічного факультету КНУ імені Тараса Шевченка
- 2012 р. – Грамота Виконавчого комітету СНД
- 2012 р. – Грамота Всеукраїнського фонду «Дніпро»
- 2013 р. – Грамота КНУ імені Тараса Шевченка
- 2014 р. – Грамота Київської Малої академії наук учнівської молоді
- 2015 р. – Подяка Київської Малої академії наук учнівської молоді
- 2015 р. – Грамота Генерального штабу Збройних сил України
- 2015 р. – Почесна грамота Товариства меліораторів та водогосподарників України
- 2016 р. – Грамота Національної академії наук
- 2016 р. – Грамота Українського гідрометеорологічного центру
- 2016 р. – Почесний нагрудний знак «За заслуги перед Збройними силами України» Міністерства оборони України
- 2018 р. – Пам’ятний нагрудний знак «25 років гідрометеорологічній службі Збройних сил України Головного управління оперативного забезпечення Збройних сил України
- 2018 р. – Грамота Українського гідрометеорологічного центру
- 2020 р. – Подяка Київської обласної комісії з питань техногенно-екологічної безпеки та надзвичайних ситуацій
- 2022 р. – Ювілейна медаль "Гідрометеорологічній службі України 100 років" під № 10